# Король Нью-Йорка
«Король Нью-Йорка» — криминальная драма Абеля Феррары с Кристофером Уокеном в главной роли.

## Сюжет
Гангстер Фрэнк Уайт выходит из тюрьмы Синг-Синг, чтобы стать единственным наркобароном в городе. Встав во главе банды, состоящей в основном из афроамериканцев, Уайт уничтожает боссов колумбийской, итальянской и китайской мафии. Часть добытых денег он использует в благотворительных целях, чем заслуживает уважение в глазах общества. Но местный отдел по борьбе с наркотиками не желает мириться с таким раскладом дел. Не имея возможности одолеть Уайта законными методами, полицейские объявляют войну королю Нью-Йорка.

## В ролях
Банда Уайта
- Кристофер Уокен — Фрэнк Уайт
- Лоренс Фишберн — Джимми Джамп
- Пол Кальдерон — Джои Далэзио
- Джанкарло Эспозито — Лэнс
- Стив Бушеми — Тест Тьюб
- Роджер Гуэнвёр Смит — Таннер
- Джанет Джулиан — Дженнифер
- Тереза Рэндл — Рэй

Отдел по борьбе с наркотиками
- Виктор Арго — Рой Бишоп
- Дэвид Карузо — Деннис Гилли
- Уэсли Снайпс — Томас Фланиган
- Джеймс Лоринз — Тип Конноли

Мафиозные боссы
- Джои Чин — Ларри Вонг
- Эрнест Абуба — Король Тито
- Фрэдди Говард — Эмилио Эль Запо
- Фрэнк Джио — Арти Клэй

## Критика
Фильм подвергся резкой критике во время своего выхода на киноэкраны, однако со временем он стал классикой гангстерского жанра. На сайте Rotten Tomatoes «Король Нью-Йорка» имеет 70 % положительных оценок на основе 30 обзоров (статус «свежего»).